# Michael Pérez
Michael Pérez Ortiz (* 14. Februar 1993 in Zapopan, Jalisco) ist ein mexikanischer Fußballspieler, der vorwiegend im Mittelfeld eingesetzt wird.

## Laufbahn
Pérez steht seit 2009 bei Deportivo Guadalajara unter Vertrag. Nachdem er in den ersten Jahren fast ausschließlich für diverse Reservemannschaften von Chivas in der Tercera und Segunda División zum Einsatz gekommen war, kam er in der Saison 2012/13 zu zwei kurzzeitigen Einsätzen für die in der Primera División spielende erste Mannschaft. Einsätze in der ersten Liga blieben für Pérez allerdings die Ausnahme und um Spielpraxis zu sammeln, wurde er in der Saison 2014/15 an den Zweitligisten Deportivo Tepic ausgeliehen. Mit den Coras erreichte er in der Apertura 2014 die Finalspiele gegen den Traditionsverein Club Necaxa, das der Neuling aus Tepic nach einem torreichen 4:4 erst im Elfmeterschießen verlor.
Zur Saison 2015/16 kehrte Cisneros in die erste Mannschaft von Chivas Guadalajara zurück und bestritt gleich in seiner ersten Halbsaison das Finale der Apertura 2015 um den mexikanischen Pokalwettbewerb, das gegen den Club León gewonnen wurde. In der Clausura 2017 gewann er mit Guadalajara das Double von Meisterschaft und Pokal sowie ein Jahr später die CONCACAF Champions League 2018.
Auf internationaler Ebene nahm Pérez mit der mexikanischen Olympiaauswahl am Fußballturnier der Olympischen Sommerspiele von 2016 in Rio de Janeiro teil.

## Erfolge
- Mexikanischer Meister: Clausura 2017
- Mexikanischer Pokalsieger: Apertura 2015, Clausura 2017
- CONCACAF Champions League: 2018